# Parafia Najświętszej Maryi Panny Niepokalanie Poczętej w Wojkowie
Parafia Najświętszej Maryi Panny Niepokalanie Poczętej w Wojkowie – parafia rzymskokatolicka, znajdująca się w diecezji kaliskiej, w dekanacie Błaszki.